# Antonov An-22

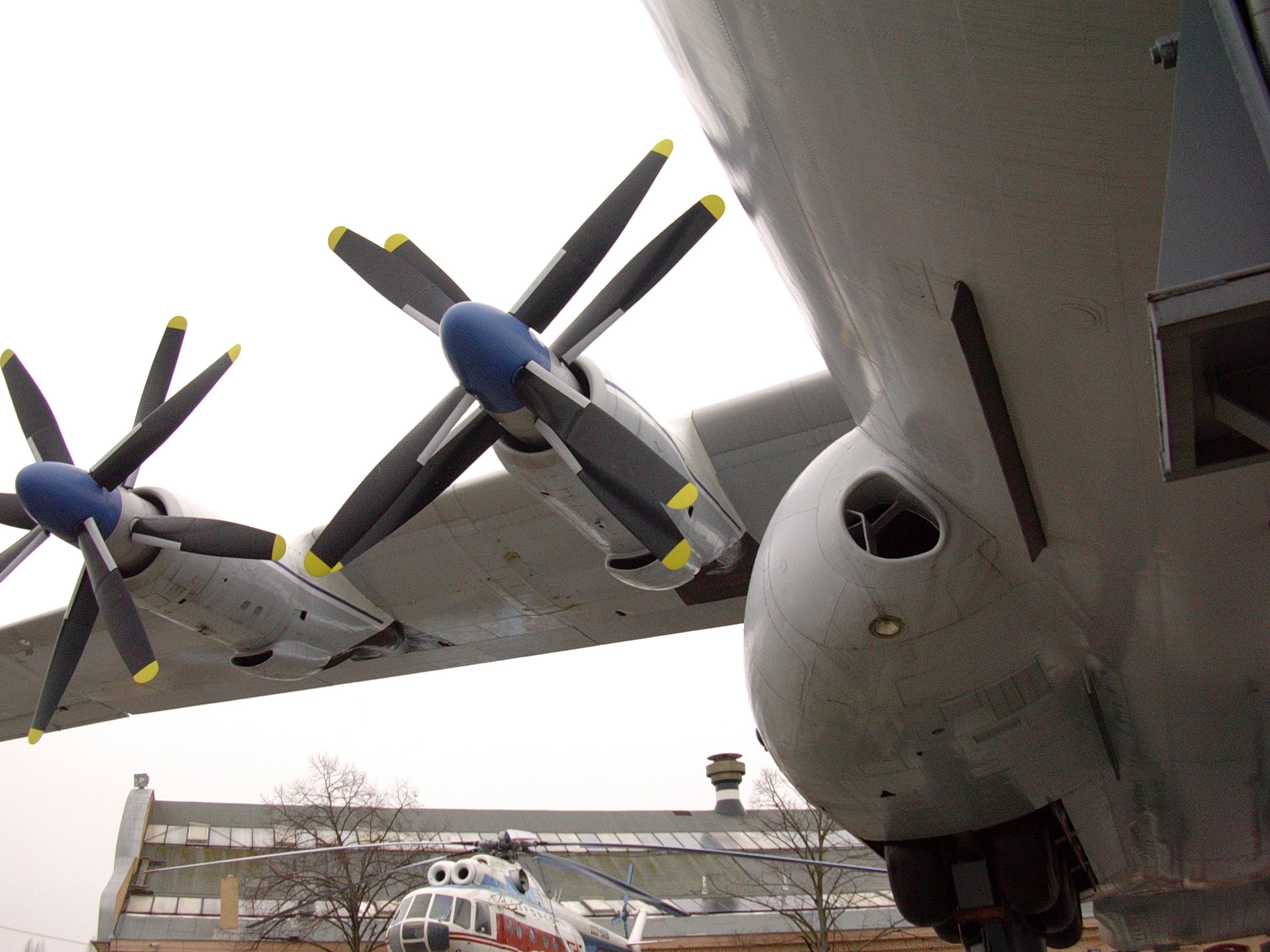
Visar motorerna med propellrarna.

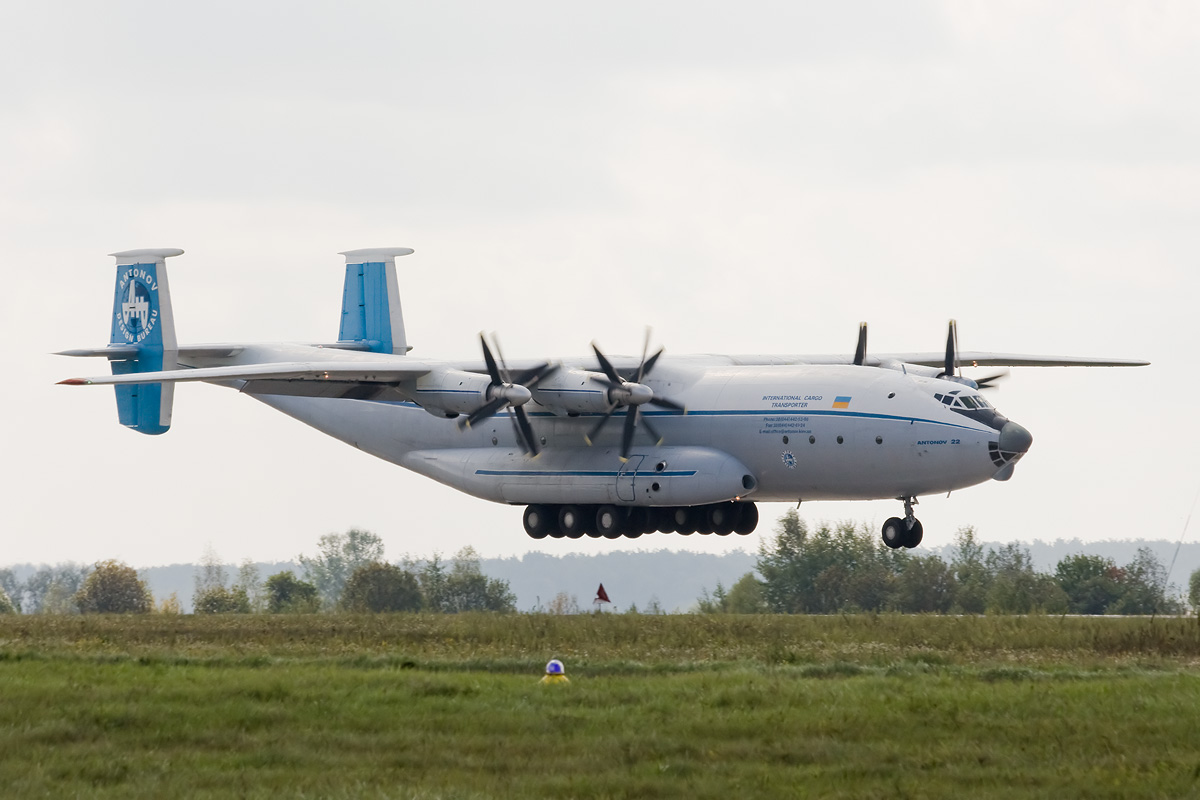
Planet från sidan där landställen syns.

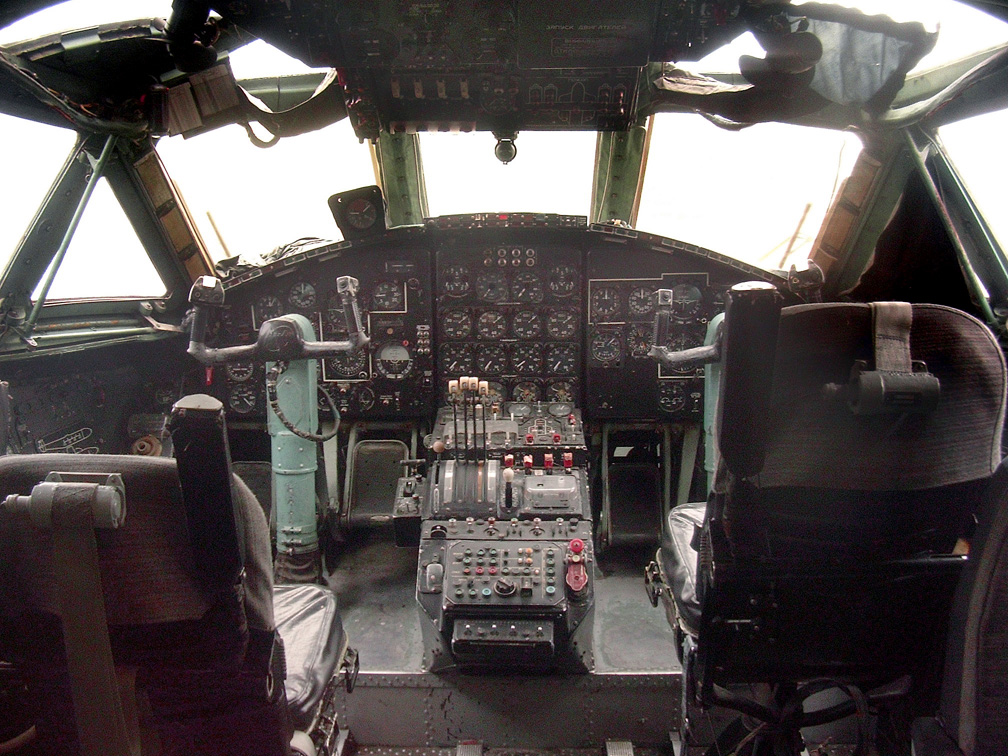
Cockpit.

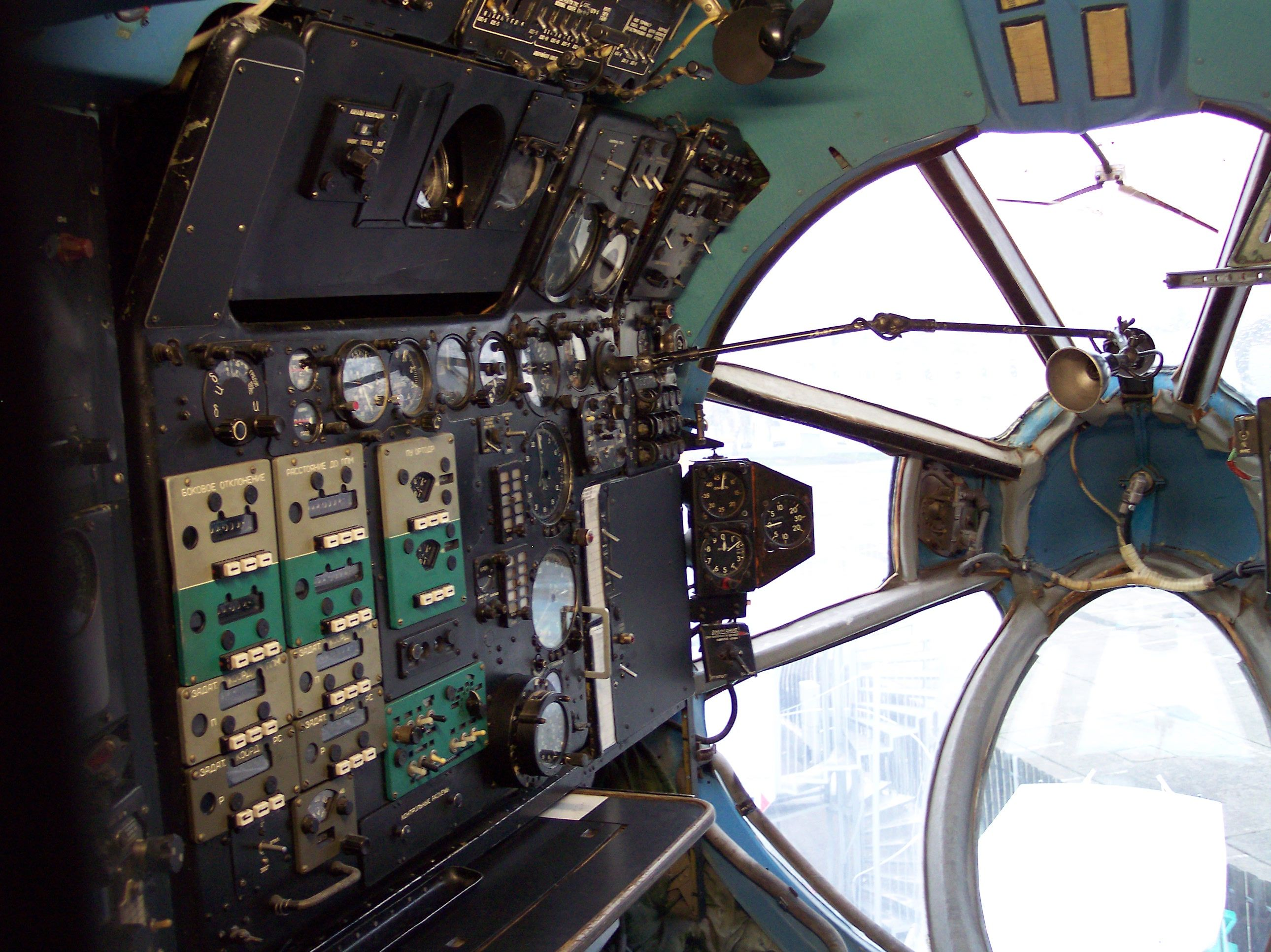
Instrumentpanelen hos navigatören i nosen.

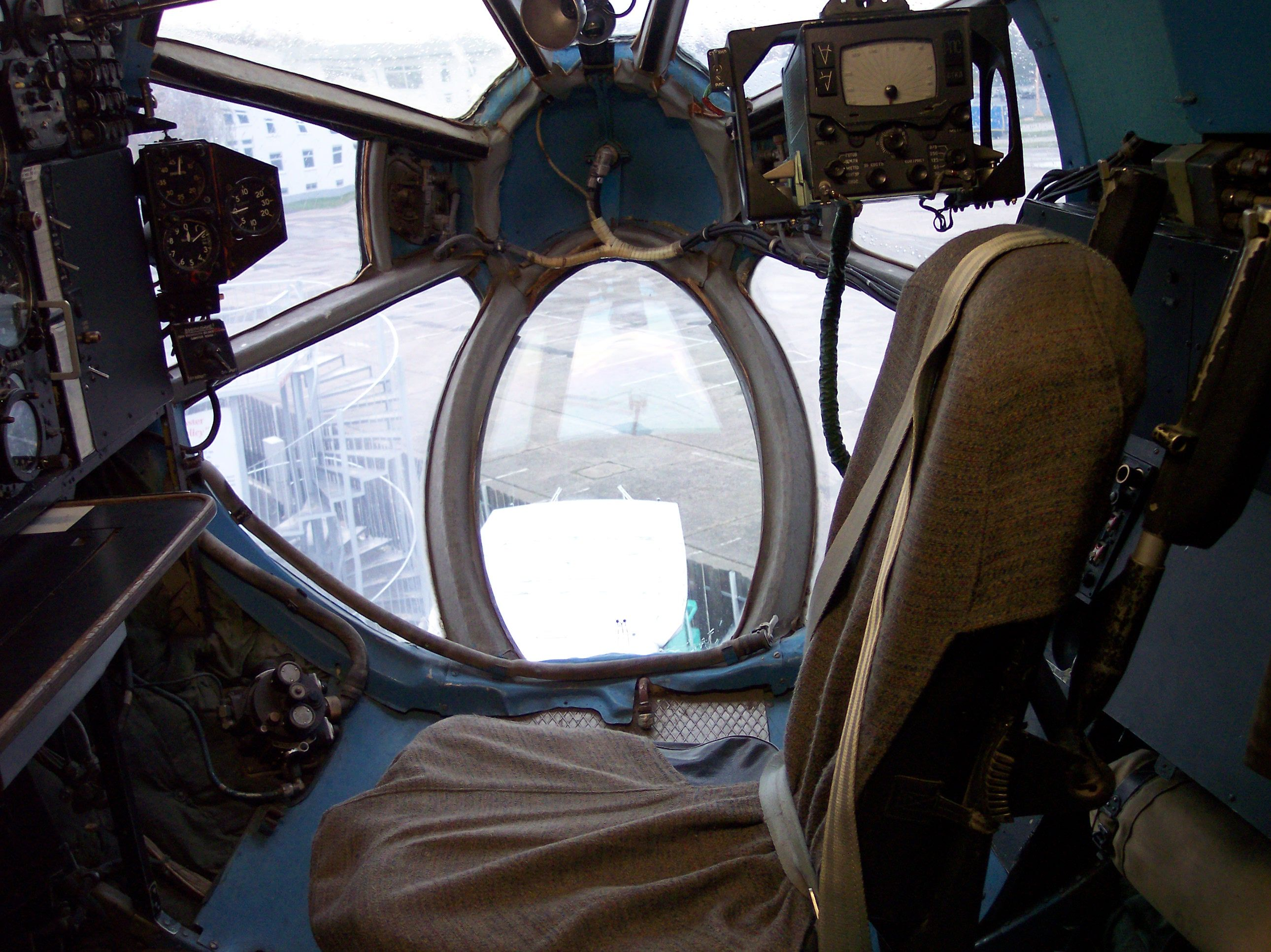
Navigatörens arbetsplats.

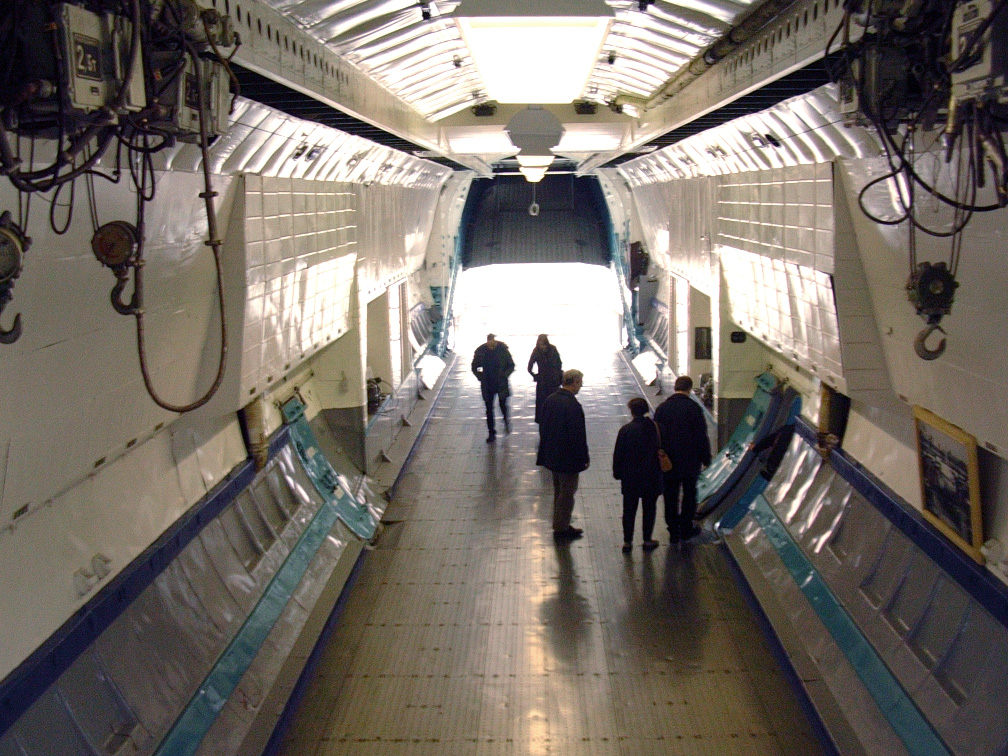
Lastrummet där taktraverser syns.

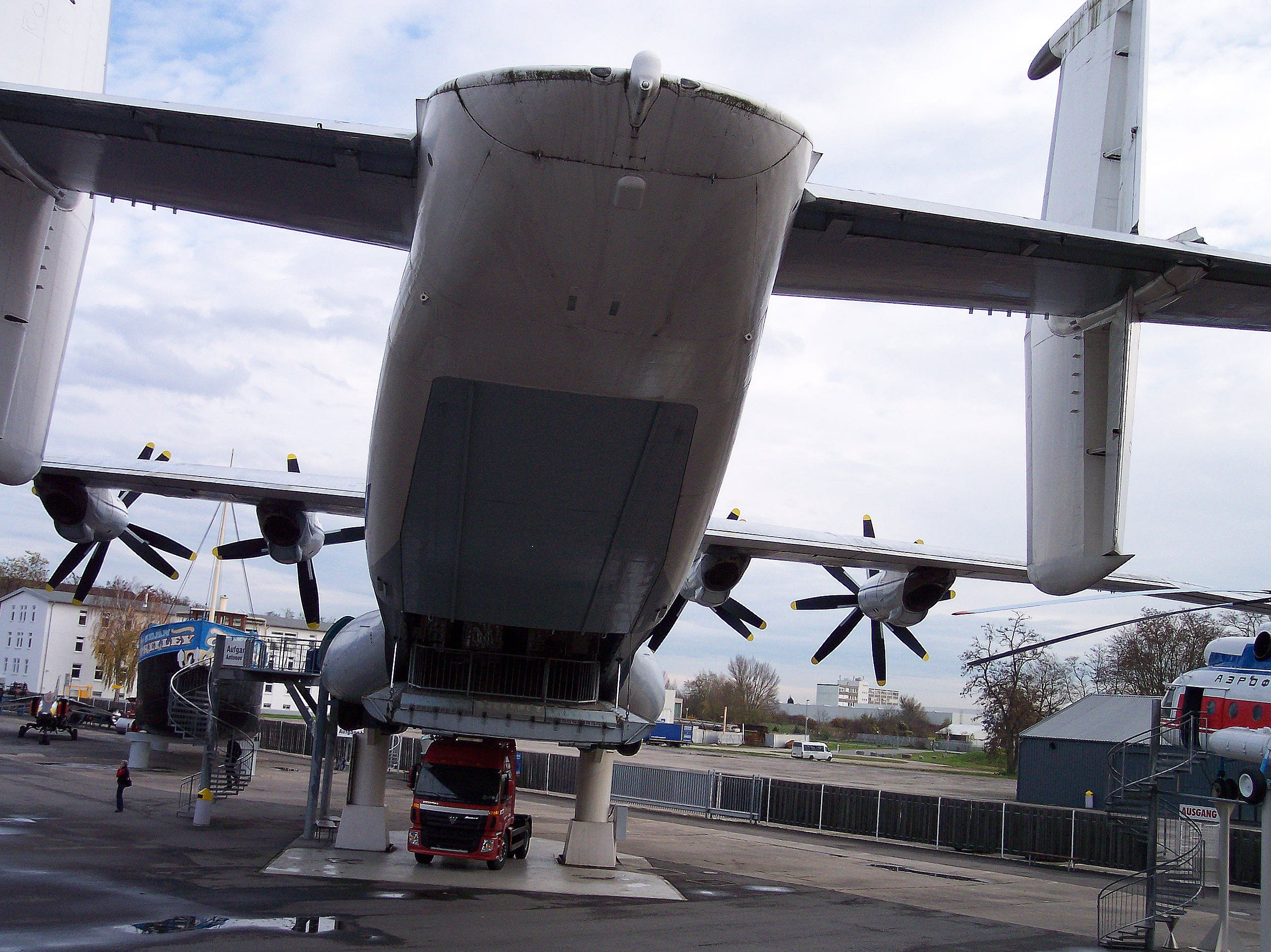
Antonov 22, sedd bakifrån. Notera dragbilen (lastbilen) som står under planet.

Antonov 22 (internationellt förkortad ”An-22”), ”Antheus/Antei”, NATO-kodbeteckning ”Cock” är ett tungt transportflygplan för medel- till långdistans beroende på last. Flygplanet är framtaget för att tjäna två syften. Det första är att understödja marktrupper och förband på marken med materiel, och det andra att sörja för transporter i det väglösa Sibirien där naturresursindustrin (olja, gas, kol med mer) är de primära användarna.

## Konstruktion
Konstruktionen av Antonov 22 har stora likheter med konstruktionen av USA:s militära transportplan Lockheed C-130 ”Hercules”. Båda har högt placerade vingar och motorer. Landstället är av samma typ och har samma placering. Motorvalet är samma men USA har valt en konventionell propellerkonstruktion. Båda planen tjänar även samma syfte.

### Vinge och framdrivning
Flygplanet är ett rakvingat flygplan med fyra turbopropmotorer. Varje motor är utrustad med två motroterande propellrar. Den raka vingen är olämplig för hastigheter nära och en bit under ljudets hastighet, men har goda egenskaperna vid låga hastigheter, till exempel kort start- och landningssträcka samt låg stallhastighet. Den raka vingen saknar också de vikningstendenser som en pilvinge har, då planet flyger långsamt och svänger. Vingarna är placerade högt på flygplanskroppen, vilket minskar risken att propellerbladen tar i låga träd eller buskar. Den höga placeringen gör också att planet ligger stadigare och stabilare i luften. Men planet blir svårare att svänga, då mer kraft måste läggas på skevrodren.
En konventionell propeller gör att flygplanet vill vrida sig runt sin egen axel (höjdaxel). Åt vilket håll planet vill vrida sig beror på propellerns rotationsriktning. Problemet kan lösas på flera sätt. Det enklaste sättet är att vrida roderytorna eller med någon kontrollyta kompensera för kursförändringen som propellern skapar. Denna lösning är den vanligaste på enmotoriga plan. En lösning som fungerar om det är jämnt antal motorer på planet är att låta motorerna på styrbords vinge rotera åt ett håll, och låta motorerna på babords vinge rotera åt ett annat håll. Denna lösning medför dock nackdelen att två växellådor och två propellrar måste konstrueras.
Lösningen som valts till Antonov 22, med dubbla propellrar som roterar i motsatt riktning till varandra, gör att den vridande verkan från propellrarna tar ut varandra. Konstruktionen gör också att det blir färre blad per propeller vilket gör det enklare att konstruera själva propellrarna. Men konstruktionen med motroterande propellrar är komplicerad. Den har dubbla propelleraxlar med den ena axeln inuti den andra och stigningen (bladens anfallsvinkel mot luften) på bladen och varvtalet måste synkroniseras mellan de båda propellrarna. Att åstadkomma en under gång variabel stigning på propellern är inte helt trivialt på en konventionell propeller, men på motroterande måste de dessutom vara synkroniserade. Konstruktionen är därför dyr och följaktligen ovanlig.
Att utrusta planet med turbopropmotorer (med underljudspropellrar) medför en lägre hastighet (relativt turbofläkt och turbojetmotorer), men propellrar med under gång ställbara blad medför också flera positiva egenskaper. Den största fördelen är att motorn kan arbeta vid ett optimalt varvtal och belastningen, vilket ger kortare startsträcka och lägre bränsleförbrukning. Att bladen kan vridas medför också att motorerna kan reverseras så att de kan användas för att bromsa planet vid landning vilket minskar slitaget på däcken och om reverseringen är kraftig kan planet backa.
Initialt var planet utrustat med en enkel roterande åttabladig propeller (typ AV-90), men den ersattes senare med den för typen karakteristiska motroterande propellern.

### Landstället
Landstället är konstruerat med ett nosställ och två huvudlandställ placerade på flygplanskroppen. Huvudlandställen är monterade i ett utanpåliggande hjulhus vilket inte inkräktar på lastrummet  och ger ökad stabiliteten då hjulbasen blir bredare, men det utanpåliggande hjulhuset ger också ökat luftmotstånd. Landställen är korta vilket ger en relativt låg markfrigång, men gör dem mindre känsliga för ojämnheter i landningsbanan. Nosstället har två hjul och huvudlandställen har totalt 12 hjul. Huvudlandstället är konstruerat så att varje hjulpar har sin egen hjulupphängning och fjädring. Antalet hjul och konstruktionen gör att Antonov 22 kan landa på icke hårdgjorda landningsbanor, det vill säga gräs och grus.  För att ytterligare förbättra landningsegenskaperna på dåliga landningsbanor kan lufttrycket i däcken ställas in från cockpit. För att skydda landställ och tillhörande manövreringssystem är luckorna i hjulhusen endast öppna i samband med att hjulen fälls ut eller in, detta för att skydda hjulupphängning och hjulhus mot smuts och lera. 

### Baken
Baken på planet är uppsvängd mer än normalt på grund av landställens konstruktion. Baktill finns en utfällbar lastramp och en lastlucka. Stjärtrodren bildar ett H sett bakifrån. Flygplanet har dubbla stjärtfenor och stjärtfenorna går dessutom delvis nedanför höjdrodren. Konstruktionen är vald för att hålla nere planets höjd, göra planet lättare att manövrera vid ett motorfel och för att bibehålla god styrförmåga då planet bär last på ryggen (extern last). Konstruktionen har dock en allvarlig fara. Om piloten i samband med start eller landning överroterar (lyfter nosen för mycket) är det inte stjärten som slår i banan utan rodren i stjärten som tar i, vilket kan göra planet manöverodugligt.
Stjärten på Antonov 22 med sin H-formade roderplacering har inspirerat konstruktörerna av Antonov 225 som också kan bära extern last. Liknande roderkonstruktioner kan även hittas på SATIC Airbus A300-600ST ”Beluga” som har ett uppsvällt lastrum som stör luftströmmen runt stjärtfenan.

### Nospartiet
I det glasade partiet på planets nos håller planets navigatör till. Han har härifrån en god utsikt över marken nedanför, vilket underlättar positionsbestämning och ledning av flygarna vid visuell navigering (navigering med hjälp av vägar, sjöar, floder med mer). Flygarna sitter i en cockpit en trappa upp vilket ger dem god överblick när de taxar på marken och skyddar dem vid en eventuell buklandning. Den höga placeringen har den negativa effekten att flygarna inte ser vad som händer närmast planet.

### Lastrummet och passagerarutrymmet
Passagerare och besättningen får tillträde till flygplanet via två dörrar i hjulhusen. Passagerarna som till antal kan uppgå till 29  stycken håller till på övre däck.
Lastrummet är på nedre däck. Lasten förs in och ut via lastrampen och lastlucka i baken på planet. Lastlucka öppnas uppåt. Lastrummet är utrustat med fyra stycken taktraverser vilka går på spår i taket och varje travers kan lyfta 2,5 ton. Spåren för traverserna går ut över lastrampen, så att när lastlucka är öppen kan en lastbil köra in under baken på planet och lasten kan lastas eller lossas utan hjälp av specialfordon vilket är den vanliga metoden i väst.
Via lastrampen kan last som kan köras eller rullas ombord tas in. Till hjälp för att rulla ombord lasten finns två vinschar som vardera kan leverera 2,5 ton (25 kN) dragkraft. Med detta lastsystem är det möjligt att lasta såväl stridsvagnar, som missiler  och styckegods, även från primitiva och tillfälliga flygfält. Lastrampen och tillhörande lucka kan öppnas under gång så att det är möjligt att släppa last med fallskärm.

## Historia
Specifikationerna till planet togs fram 1962 . Den första flygningen med prototypen genomfördes den 27 februari 1965  . Planet var vid den här tidpunkten världens största flygplan . Den 16 juni 1965  flögs prototypen till Paris för flygmässan som skulle hållas där, det var första gången som planet visades för väst . Det var vid mässan i Paris som planet fick sin NATO-kodbeteckning” Cock” . Det talades från sovjetiskt håll om att bygga en passagerarversion av planet, en version som skulle ha möjlighet att ta 724 passagerare .
Planet användes för att evakuera sovjetiska rådgivare från Egypten under 1970-talet, då ett stort antal flög med detta plan.
Någon passagerarversion av planet byggdes aldrig . Huruvida det någonsin funnits seriösa planer på att göra ett passagerarplan eller inte är svårt att säga, men planet är ett specialflygplan för tunga godstransporter och kroppen har få fönster vilket är en försvårande faktor. Det är fullt möjligt att det hela bara var skrämselpropaganda. Men hade ett sådant plan byggts och sålts till väst hade det varit en svår konkurrent för Boeing med flera, på tunga medeldistanslinjer. Det var planerat att bygga 100 stycken flygplan av typen och att det sista planet skulle levereras 1974 . Till sist byggdes 67 stycken Antonov 22  mellan 1966  och 1973 . Av de plan som producerades flög ca 50 stycken för Aeroflot  och de resterande för militären (enligt källa  har bara ett fåtal Antonov 22 flugit civilt, källa  säger att flera har flugit under civil täckmantel för att lättare få landningstillstånd). Planet har inte exporterats under Sovjettiden . 1986  gick planets tjänstgöring mot sitt slut då det börjar ersättas av sin efterträdare Antonov 124. Den sista kända uppgiften för flygplanstypen var att transportera vingarna till Antonov 124 på ryggen från Tasjkent i Uzbekistan till Kiev i Ukraina . Hur många plan som fortfarande är i tjänst är oklart. Helt klart är att 1998 var ca 40 stycken i aktiv tjänst, flertalet inom krigsmakten .
Antonov 22 har tillverkats i två versioner, An-22 Antheus och An-22a , av vilka An-22 är den äldre. Version An-22a blev den primära serietillverkade modellen. Det som skiljer de två modellerna åt är bränslesystemet och att An-22a har modernare och uppdaterade instrument  samt radar .
Antonov 22 var när den kom världens största flygplan  (rekordet övertogs senare av Lockheed Martin C-5 Galaxy ), planet är världens största turbopropplan . Motorerna är världens största turbopropmotorer . Antonov 22 har innehaft flera andra världsrekord vad gäller lastförmåga, största lasten lyft till största höjd, med mera . Vad gäller rekorden för största turbopropplan med världens största turbopropmotorer tillsammans med Tupolev Tu-114 och Tupolev Tu-95 som har samma motorer och antal (4 stycken) är det troligen ett rekord som kommer att bestå, såvida det inte blir en ny oljekris som driver fram stor bränslesnåla turbopropplan.

### Framtiden
Normalt går utvecklingen av flygplan av typen Antonov 22 mot större plan med högre hastigheter och mer last. Men det finns en liten nisch för planet när det gäller tunga transporter (över 30 ton) till korta och dåliga flygfält. Denna nisch är dock liten då det finns flera konkurrenter i de lägre viktklasserna, och så länge lasten kan delas upp i mindre delar har inte Antonov 22 någon fördel av sin större prestanda (vikt och volym).

## Olyckor
Antonov 22 har så vitt det är känt aldrig blivit kapat . Typen har varit inblandad i nio haverier  och 95 personer  har fått sätta livet till. Med hänsyn till antalet tillverkade plan har procentuellt många flygplan varit inblandade i haverier. En del av haverierna beror på den mänskliga faktorn, och samtliga havererade plan har tillhört flygvapnet . Typen flygs under tuffa förhållanden samt under en lång tidsperiod, så en förhöjd olycksrisk bör vara normal.

### 18 juli 1970
Plan CCCP-09303 tillhörande sovjetiska flygvapnet på väg från Keflavík på Island till Sydney Airport i Kanada kom aldrig fram till sin destination. Sista kontakten med planet var 47 minuter efter start. Planet och de 23 (8 besättningsmän och 15  passagerare) ombordvarandes öde är okänt. Planet i fråga var vid försvinnandet inte ett år gammalt. Källa bekräftar att olyckan inträffat.

### 19 december 1970
Plan CCCP-09305, tillverkat 1969, tillhörande sovjetiska flygvapnet. Planet lyfter från Tejgaon Airport (DAC/VGTJ) i Bangladesh. 40 minuter efter start gick en propeller sönder. Splittret från propellern förstörde systemet som har hand om motorernas kontroll. Besättningen gör en nödnedstigning för att försöka nödlanda på Panagarh, Indien. De har inte möjligt att fälla ut hjul eller använda flaps (vingklaffar) för att få ner farten. Farten är för hög så markeffekten gör det omöjligt att landa planet. Planet kom inte närmare marken än en meter under landningsförsöket. Efter att ha missat landningspunkten med mer än 2000 meter girade planet åt höger. Höger vingspets tog i marken, planet bröts sönder vid kontakten med marken och fattade eld, alla 17 personer ombord omkom. Källa bekräftar att olyckan inträffat.

### 22 december 1976
Plan CCCP-09318, tillverkat 1973, tillhörande Sovjetiska flygvapnet. Planet utförde en testflygning där maximala roderutslag användes. Planet hamnade först i en slip (flygplanet rör sig såväl sidledes som framåt) på 6000 m höjd. Förstepiloten försökte manövrera planet för att inte förlora höjd istället för att ta kontroll över planet. Planet nådde till sist en kritisk anfallsvinkel (vinkel relativt horisonten) och gick i spinn. Planet bröts sönder i luften. Det finns inga uppgifter om omkomna. Det är möjligt att besättningen kan ha hoppat.  I källan finns en anmärkning om att olyckan kan ha inträffat 1977 och inte 1976.  Källa säger att en olycka inträffat 1976, troligen denna olycka. Ingen olycka finns 1977 i källa . Haveriet inträffade nära Seshcha-Br'ansk AFB (AFB arméflygplats/bas).

### 8 juni 1977
Plan CCCP-09349, tillverkat 1972, tillhörande Sovjetiska flygvapnet. Planet gled av landningsbanan på Seshcha-Br'ansk AFB efter en avbruten start och hamnade i en skog. När besättningen avbröt starten hade planet passerat hastigheten V1 (V1 är hastigheten vid vilken piloten måste avgör om det går att lyfta. Vid hastighet över V1 är det inte säkert att planet kan stoppas på den för flygplanstypen definierade startsträckan). Samtliga ombord klarade sig, planet avfördes till skrot.

### 2 juni 1980
Plan CCCP-09311, tillverkat 1974, tillhörande Sovjetiska flygvapnet. Planet störtade på inflygning mot Vnukovos internationella flygplats och havererade strax före landningsbanan. Haveriorsaken är okänd, men planet hade varken landställ eller flaps utfällda. Tre personer omkom. Källa bekräftar att olyckan inträffat. 

### 13 mars 1987

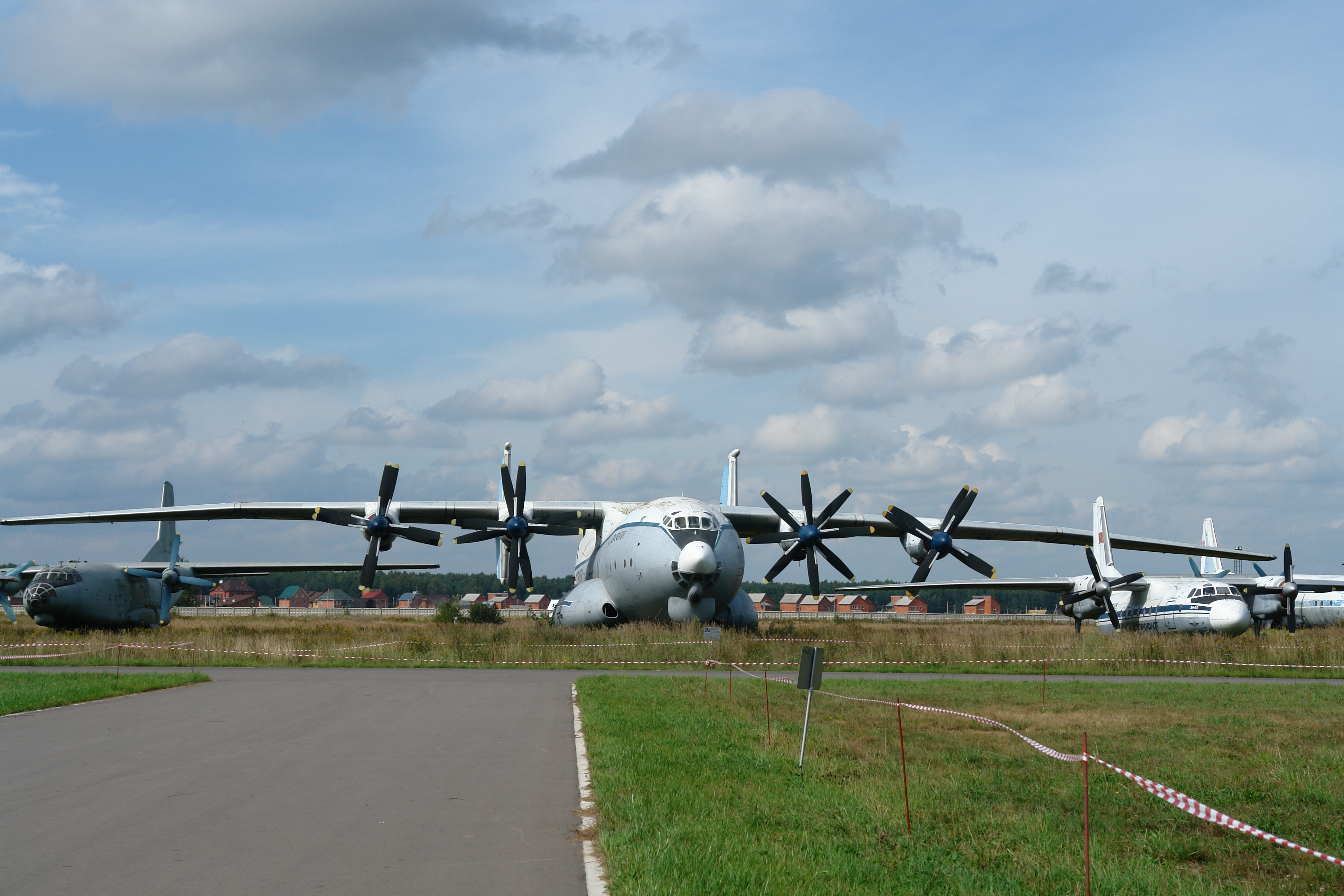
Antonov 22 på Monino Central Air Force Museum

Plan CCCP-09334, tillverkat 1970, tillhörande sovjetiska flygvapnet. Planet landade på Addis Abeba Bole internationella flygplats med hög hastighet (265 km/h, 148 kts, istället för normala 130 kts) och hårt (2,35g) vilket skadade planet. Inga personer omkom i olyckan. Planet flögs senare till Monino Museum i Ryssland där det ställdes ut. Planet avskrevs som skrot (inte möjligt att reparera).

### 11 november 1992
Plan CCCP-09303, tillverkat 1975, tillhörande Sovjetiska flygvapnet, skulle flyga från Tver-Migalovo Airport (KLD/UUEM) i Ryssland till Zvartnots internationella flygplats (EVN/UDYZ) i Armenien. Planet kraschade efter start. Olyckan berodde på slarv och nonchalans. Planet var vid haveriet kraftigt överlastat (20 ton, 25 % överlast). 33 personer fick sätta livet till. Källa bekräftar att olyckan inträffat. 

### 18 januari 1994
Plan RA-09331, tillverkat 1972, tillhörande Ryska flygvapnet. Planet skulle flyga från Tver-Migalovo Airport (KLD/UUEM) i Ryssland till Rostov Airport (ROV/URRR) i Ryssland. Besättningen blev tvungna att försöka nödlanda på grund av svårigheter att hålla kontroll över planet. Problemet inträffade strax efter start. Planet girade (bankar) till sist kraftigt åt höger och träffade ett träd och havererade 7 minuter efter start. Haveriutredningen kom fram till att olyckan berodde på ett fel i planets skevroder. Haveriorsaken är omtvistad och Antonov skyllde haveriet på nedisning. Av besättningen på 7 personer omkom 5, och av passagerarna på 3 personer omkom 2 personer.

### 28 december 2010
Plan RA-09343, tillverkat 1974, havererade på återresan till Tver-Migalovo flygbas, efter att ha levererat ett MiG-31-jaktflygplan till Voronezj militära ingenjörsvetenskapliga universitet. Flygplanet hade ingen last vid olyckstillfället. Olyckan skedde i Tula och samtliga 12 personer ombord omkom. Som en försiktighetsåtgärd belades alla An-22 med flygförbud, men även alla Tu-95 eftersom de använder samma motor. 

## Tekniska data
| Besättning:        | 5 st. 2 st piloter, 1 st motortekniker, 1 st navigatör, 1 st radioman. |
| Passagerare:       | 29 st                                                                  |
| Antal tillverkade: | 67 st.                                                                 |

| Egenskap                                            | An-22                  | An-22a                             |
| --------------------------------------------------- | ---------------------- | ---------------------------------- |
| Spännvidd                                           | 64,4 m                 | 64,4 m (211 fot)                   |
| Längd                                               | 57,8 m                 | 57,31 m (188 fot)                  |
| Höjd                                                | 12,54 m                | 12,535 m (41 fot)                  |
| Vingyta                                             | 345 m²                 | 345 m² (3’714 sq fot)              |
| Sidoförhållande                                     | ---                    | 12,02                              |
| Tomvikt                                             | 115 ton , 114 ton      | 118,727 ton                        |
| Normal startvikt                                    | ---                    | 205 ton                            |
| Maximal startvikt                                   | 250 ton                | 225 ton                            |
| Maximal last                                        | 80 ton                 | ---                                |
| Normallast                                          | 60 ton                 | 60 ton                             |
| Lastrumslängd                                       | 33 m                   | 32,7 m                             |
| Lastrumslängd exklusive lastrampen                  | ---                    | 26,4 m                             |
| Lastrumsbredd                                       | 4,4 m                  | 4,4 m                              |
| Lastrumshöjd                                        | 4,4 m                  | 4,4 m                              |
| Lastrumsvolym                                       | ---                    | 640 m3                             |
| Maximal hastighet                                   | 679 km/h               | 600 km/h (324 kts)                 |
| Marschfart                                          | 560 km/h               | 580 km/h (313 kts), Mach 0,49–0,55 |
| Maximal hastighet på låg höjd                       | 399 kts                | ---                                |
| Maximal flyghöjd                                    | 10 000 m (32 800 fot ) | ---                                |
| Maximal räckvidd med maximal nyttolast              | 5 000 km (2 692 nm)    | 5 000 km (2 700 nm)                |
| Maximal räckvidd med 45 ton nyttolast (max bränsle) | 10 950 km (5 905 nm)   | 11 000 km (5 940 nm)               |
| Rotationshastighet Vr                               | ---                    | 255 km (138 kts)                   |
| Landningshastighet med flaps och hjul ner           | ---                    | 240 km (130 kts)                   |
| Startsträcka                                        | 1 300 m                | 1 460 m (4 790 fot)                |
| Landningssträcka                                    | ---                    | 1 040 m (3 412 fot)                |
| Däck på noshjulen                                   | ---                    | KT-109 1 750×730 mm                |
| Däck på huvudlandställen                            | ---                    | KT-110 1 450×580 mm                |
| Bränsle                                             | 43 ton (inre bränsle)  | 96 ton (vingtankar)                |

Kommentarer
1. ↑  Oklart om källan menar per tank, värdet dock litet för att vara total mängd.

### Motorerna
Motorer 4 st 11 185 kW (15 000 shp) Kuznetsov NK12MA turbopropmotorer 
| Tillverkare                                   | Samara/Kuznetsov                            |
| Effektuttag vid start/motor                   | 11 040 ekW (14 805 ehp)                     |
| Effektuttag vid flygning/motor                | 9 200 ekW (12 337 ehp) vid 8 300 varv/minut |
| Bränsleförbrukning vid start/motor            | 3,0084 ton/h (6 632 lb/h)                   |
| Bränsleförbrukning vid flygning/motor         | 1,9872 ton/h (4 380 lb/h)                   |
| Maximalt varvtal                              | 8 300 varv/minut                            |
| Kompression                                   | 9,5–12,5:1                                  |
| Avgastemperatur                               | vid start 927 °C, vid tomgång 515 °C        |
| Bränsle                                       | flygfotogen av typer T-1, TS-1, T-2, RT     |
| Torrvikt (exklusive motorolja med mera)/motor | 3 065 kg (6 757 lb)                         |
| Längd                                         | 7 717 mm (303,82 in)                        |
| Bredd                                         | 1 375 mm (54,13 in)                         |
| Höjd                                          | 1 500 mm (59,06 in)                         |